# 迈克尔·杰克逊的追思会
麥可·傑克森的追思会于2009年7月7日在洛杉矶斯台普斯中心举行，在此之前，杰克逊的私人悼念仪式在森林草坪纪念公园的自由大厅举行。160万名歌迷在两天的申请期内申请了门票，由于参与人数之多，主办方采用了彩票式的方法最终以随机抽取了8,750人，每人得到两张门票。杰克逊的灵柩出现在追思会现场，但没有关于遗体最终处置的消息发布。杰克逊的追思会是网路媒体历史上观看人数最多的事件之一。据尼尔森估算，大约有3,310万美国人观看了追思会，相比较，2004年前总统罗纳德·里根下葬大约有3,510万人收看，1997年戴安娜王妃的葬礼大约有3,310万美国人收看。
玛丽亚·凯莉、史提夫·汪达、莱昂纳尔·里奇、约翰·梅尔、珍妮弗·赫德森、亚瑟小子、杰梅因·杰克逊以及夏恩·贾法戈利上场表演。伯瑞·高迪和斯莫基·罗宾逊献上了颂词，奎恩·拉提法朗读了由马娅·安杰卢为杰克逊写的诗《我们曾拥有他》（We had him）。艾尔·夏普顿牧师告诉杰克逊的孩子“你们的父亲不是怪物，你们的父亲被迫对付的那些东西才是怪物。但是他不得不对付”时，赢得了全场的起立鼓掌和欢呼。追思会最让人难忘的是杰克逊11岁的女儿帕丽斯·凯瑟琳首次公开发言，她哭着说出“从我出生以来，爸爸一直就是你所能想象出的最好的父亲……我只想说我爱他……那么的爱他。”西奥斯·史密斯牧师做出了最后的祈祷。
杰克逊于2009年9月3日在加州格伦代尔的森林草坪纪念公园下葬。